# Chińskie Tajpej na Mistrzostwach Świata w Lekkoatletyce 2013
Chińskie Tajpej na Mistrzostwach Świata w Lekkoatletyce 2013 – reprezentacja Chińskiego Tajpej podczas mistrzostw świata w Moskwie liczyła 7 zawodników.

## Występy reprezentantów Chińskiego Tajpej

### Mężczyźni
| Konkurencja        | Zawodnik                                                    | Eliminacje | Eliminacje | Finał    | Finał   |
| Konkurencja        | Zawodnik                                                    | Rezultat   | Pozycja    | Rezultat | Pozycja |
| ------------------ | ----------------------------------------------------------- | ---------- | ---------- | -------- | ------- |
| Sztafeta 4 × 100 m | Wang Wen-tang Liu Yuan-kai Pan Po-yu Lo Yen-yao Tu Chia-lin | 39,72      | 22.        | NQ       | NQ      |
| Maraton            | Chang Chia-che                                              | —          | —          | 2:20:02  | 32.     |

### Kobiety
| Konkurencja | Zawodniczka   | Eliminacje | Eliminacje | Finał    | Finał   |
| Konkurencja | Zawodniczka   | Rezultat   | Pozycja    | Rezultat | Pozycja |
| ----------- | ------------- | ---------- | ---------- | -------- | ------- |
| Maraton     | Chen Yu-hsuan | —          | —          | DNF      | DNF     |